# Papilliodorvillea crassa
Papilliodorvillea crassa är en ringmaskart som först beskrevs av Chamberlin 1919.  Papilliodorvillea crassa ingår i släktet Papilliodorvillea och familjen Dorvilleidae. Inga underarter finns listade i Catalogue of Life.